# اليكس نيل
اليكس نيل (بالإنجليزية: Alex Neil)‏ (9 يونيو 1981 المملكة المتحدة - ) هو لاعب كرة قدم بريطاني، يلعب كلاعب وسط.

## وصلات خارجية
اليكس نيل على موقع قاعدة بيانات كرة القدم.إي يو (الإنجليزية)
- اليكس نيل على موقع Soccerbase.com (لاعب) (الإنجليزية)

قالب:تشكيلة بريستون نورث ايند